# Mustafa Marghadi
Mustafa Marghadi (Lutjewinkel, 17 april 1983) is een Nederlandse televisiepresentator en journalist. 

## Levensloop
Marghadi studeerde aan de School voor Journalistiek in Utrecht. Tijdens deze studie werkte hij als redacteur bij de NOS en als radioverslaggever bij RTV Utrecht. Daarna werd hij redacteur bij NOS Headlines en freelanceverslaggever bij RTV Utrecht. Vanaf 1 februari 2010 presenteerde hij Het Klokhuis. In mei 2011 verruilde hij Het Klokhuis voor NOS op 3, waar hij een van de drie vaste presentatoren werd. Sinds 2016 was hij – samen met Petra Possel – dagelijks met de Nieuws en Co-bus op weg naar verschillende plekken in Nederland om telkens met verschillende gasten te discussiëren over een nieuwsonderwerp dat in die provincie op dat moment speelde. 
Met NOS op 3 won Marghadi de journalistieke prijs De Tegel met het multimediale project Bij ons #inMolenbeek. Marghadi bracht voor deze productie een maand door in Molenbeek, de Brusselse wijk die na de aanslagen in Parijs en Brussel wereldnieuws werd.
Van juni 2017 tot augustus 2021 was Marghadi NOS-correspondent in Italië. Vanaf 1 november 2021 is hij correspondent in Zuidoost-Azië.

## Privé
Mustafa is de broer van Aïcha Marghadi, die tussen 2010 en 2012 het NOS Sportjournaal presenteerde en daarvoor ook werkzaam was voor AT5.